# Alexfloydia repens
Alexfloydia repens är en gräsart som beskrevs av Bryan Kenneth Simon. Alexfloydia repens ingår i släktet Alexfloydia och familjen gräs. Inga underarter finns listade i Catalogue of Life.